# Aliciidae
Aliciidae Duerden, 1895, è una famiglia di celenterati antozoi nella superfamiglia Metridioidea dell'ordine Actiniaria.

## Descrizione
La famiglia Aliciidae è caratterizzata da escrescenze nella colonna contenenti amastigofori macrobasici, muscoli longitudinali ectodermici nella colonna e nessun sfintere marginale o debole. Alcuni studiosi hanno ipotizzato, sulla base della morfologia e dei cnidocisti, che gli Aliciidae siano strettamente correlati ai Boloceroididae. Nelle specie di Aliciidae il disco pedale è piuttosto ampio e le escrescenze sulla colonna possono essere ramificate nelle loro estremità. Le vescicole possono anche verificarsi sui rami e sui peduncoli delle escrescenze contenenti amastigofori. I tentacoli sono generalmente piuttosto lunghi con macchie come nella parte superiore della colonna. Sei coppie di mesenteri perfetti che possono essere sterili o fertili a seconda dei vari generi. Sono presenti due sifonoglifi. Divaricatori diffusi.

## Tassonomia
Secondo il World Register of Marine Species (WORMS), la famiglia è composta da sette generi:
- Alicia Johnson, 1861
- Cradactis McMurrich, 1893
- Lebrunia Duchassaing de Fonbressin & Michelotti, 1860
- Phyllodiscus Kwietniewski, 1897
- Triactis Klunzinger, 1877
- Cladactis Panceri, 1868
- Hoplophoria Hoplophoria Wilson, 1890